# Авиаторы (телепрограмма)
«Авиаторы» — авиационная телепрограмма, выходившая еженедельно по воскресеньям на НТВ. Бессменный ведущий программы — Алексей Пивоваров.
Программа выпускалась пять сезонов. Последний выпуск вышел 10 июля 2011 года.
На сайте НТВ существовал раздел, посвящённый данной программе. На форуме посетители задавали создателям программы вопросы и получали на них ответы. Ряд сюжетов телепередачи был подготовлен именно благодаря предложениям на форуме телепередачи.

## Создатели программы
- Саркис Орбелян
- Ирина Старикова
- Анжелика Янгель
- Евгений Бондюк
- Александр Усанов
- Дмитрий Хайтовский
- Евгений Зайцев
- Александр Демочкин
- Сергей Нурмамед

## Корреспонденты
- Анастасия Аносовская
- Александра Говорченко
- Вероника Ефремова
- Антон Войцеховский[5]
- Константин Гольденцвайг
- Гарри Княгницкий
- Орхан Мустафаев
- Екатерина Бучнева

## Сюжеты[6]
1. 10 сентября 2006 года — Пришло время настоящих полётов! (Труд бортпроводниц, Кирилл Лавров за штурвалом самолёта, уникальный полёт истребителя Су-30)
2. 17 сентября 2006 года — Воздушные баталии в Фарнборо и в небе над Россией (Об авиасалоне Фарнборо, о МиГ-29 ОВТ, вертолётный спорт)
3. 24 сентября 2006 года — «Деловое» небо и битвы на воздушных шарах (Репортаж с первой JET EXPO 2006, самолёт Ту-144, сражения на воздушных шарах, парапланы)
4. 1 октября 2006 года — Учения Дальней авиации ВВС России и азиатская роскошь (Учения Дальней авиации, Сингапурские авиалинии, права авиапассажира.)
5. 8 октября 2006 года — «Грозный» аэропорт и история «рабочей лошадки» российской авиации (репортаж об открытии аэропорта в Грозном, юбилей первого полёта Ту-154, интервью с режиссёром Александром Миттой, снявшим Ту-154 в главной роли в своем фильме «Экипаж», воздушное такси, день рождения Главкома ВВС Владимира Михайлова)
6. 15 октября 2006 года — Главная фабрика Airbus в Тулузе «Святая святых» европейского авиастроения, слет любителей авиации и люди, которые учат птиц летать… (рассказ о рождении авиалайнера, завода «Эйрбас» в Тулузе, слёт любителей авиации, спасение стерха и мотодельтопланы, самолёт Як-18 и мастер-класс Леонида Якубовича.)
7. 22 октября 2006 года — Экранопланы, глобальный эксперимент и подробности главного авиашоу мира (экраноплан «Каспийский монстр», наука и космос)
8. 29 октября 2006 года — Хроники пропавшего бомбардировщика и вся правда о стюардессах (легендарный ДБ-3, стюардессы)
9. 5 ноября 2006 года — Комфорт в минус, деньги в плюс, уникальный А-50 и самолёты из мусора… (низкобюджетные авиакомпании, А-50, самодельный самолёт)
10. 12 ноября 2006 года — Воздушные ворота Атланты и территория пернатых: живые птицы против железных… (аэропорт Атланта, авиационная орнитологическая служба, актёр Стеклов, несостоявшиеся космические проекты)
11. 19 ноября 2006 года — Школа парашютистов, свадьба в полете и кого ждут самолёты… (школа парашютистов, бейсеры, советы опаздывающим пассажирам)
12. 26 ноября 2006 года — Бесстрашные винтокрылые: мастерство пилотирования, боевые вылеты и страсти в «чужом» небе… (вертолёты)
13. 3 декабря 2006 года — Легендарные штурмовики: Ил-2 и Юнкерс, а также тайны Темпельхофа (штурмовик Ил-2, аэропорт Темпельхофа (Берлин — Темпельхоф))
14. 10 декабря 2006 года — Небесные гиганты: Аirbus A380, Boeing 747, Ил-96-300 (Рейтинг самых больших самолётов в мире. (Airbus A380, Boeing 747, Ил-96-300)
15. 17 декабря 2006 года — Виртуальные пилоты, авиамодели и новый мировой рекорд (авиамодели)
16. 24 декабря 2006 года — Королевские авиалинии, все о Duty free и авиаитоги уходящего 2006 года (Тайские авиалинии, Дьюти-фри, уничтожение Ту-114 у аэропорта Домодедово)
17. 14 января 2007 года — Жизнь после смерти: утилизация, авиамузеи и новые призвания отслуживших свой век самолётов (утилизация самолётов,авиамузей в Ульяновске)
18. 21 января 2007 года — История одного кругосветного авиапутешествие, великие перелеты и женщина высокого полета… (Перелёт Москва — Австралия на Як-18Т, список перелётов, которые стали или могли стать великими)
19. 28 января 2007 года — Свободное небо, судьба малой авиации в России и «Небесные рыцари» («свободное небо», пилотажная группа «Небесные рыцари»)
20. (175 серия) 10 июля 2011 года — Последний выпуск программы. Сюжет про Airbus A380 Lufthansa.

## Повторы
С 4 сентября 2019 года по средам на «НТВ Стиль» выходили повторы выпусков программы.